# Klimkowce
Klimkowce – wieś na Ukrainie w rejonie tarnopolskim należącym do obwodu tarnopolskiego. 
W II Rzeczypospolitej wieś powiecie zbaraskim województwa tarnopolskiego.
W latach 1943–1945 nacjonaliści ukraińscy z OUN-UPA zamordowali tutaj 42 Polaków.
Do 2020 w rejonie podwołoczyskim.